# Szendrő
Szendrő é uma cidade da Hungria, situada no condado de Borsod-Abaúj-Zemplén. Tem 53,56 km² de área e sua população em 2019 foi estimada em 4.260 habitantes.